# Franz Böhm (Politiker)
Franz Böhm (* 29. November 1882 in Leitmeritz; † nach 1928) war ein tschechoslowakischer Politiker und Parlamentsabgeordneter.

## Leben
Böhm war kaufmännischer Beamter. Er lebte und arbeitete zunächst in Leitmeritz, ab 1907 dann in Komotau bei den Mannesmannröhren-Werken als Besitzverwalter. Den Ersten Weltkrieg machte er als Soldat beim Landwehrinfanterieregiment Nr. 9 mit. Seit 1919 war Böhm im Deutschen Handelsangestelltenverband tätig und in der Deutschen Nationalpartei aktiv. 1928 wurde er in die Landesvertretung des Landes Böhmen gewählt. Er war dort Klubvorsitzender des Deutschen Volksverbands.